# Macaroni (mode)
Pour les articles homonymes, voir Macaroni (homonymie).

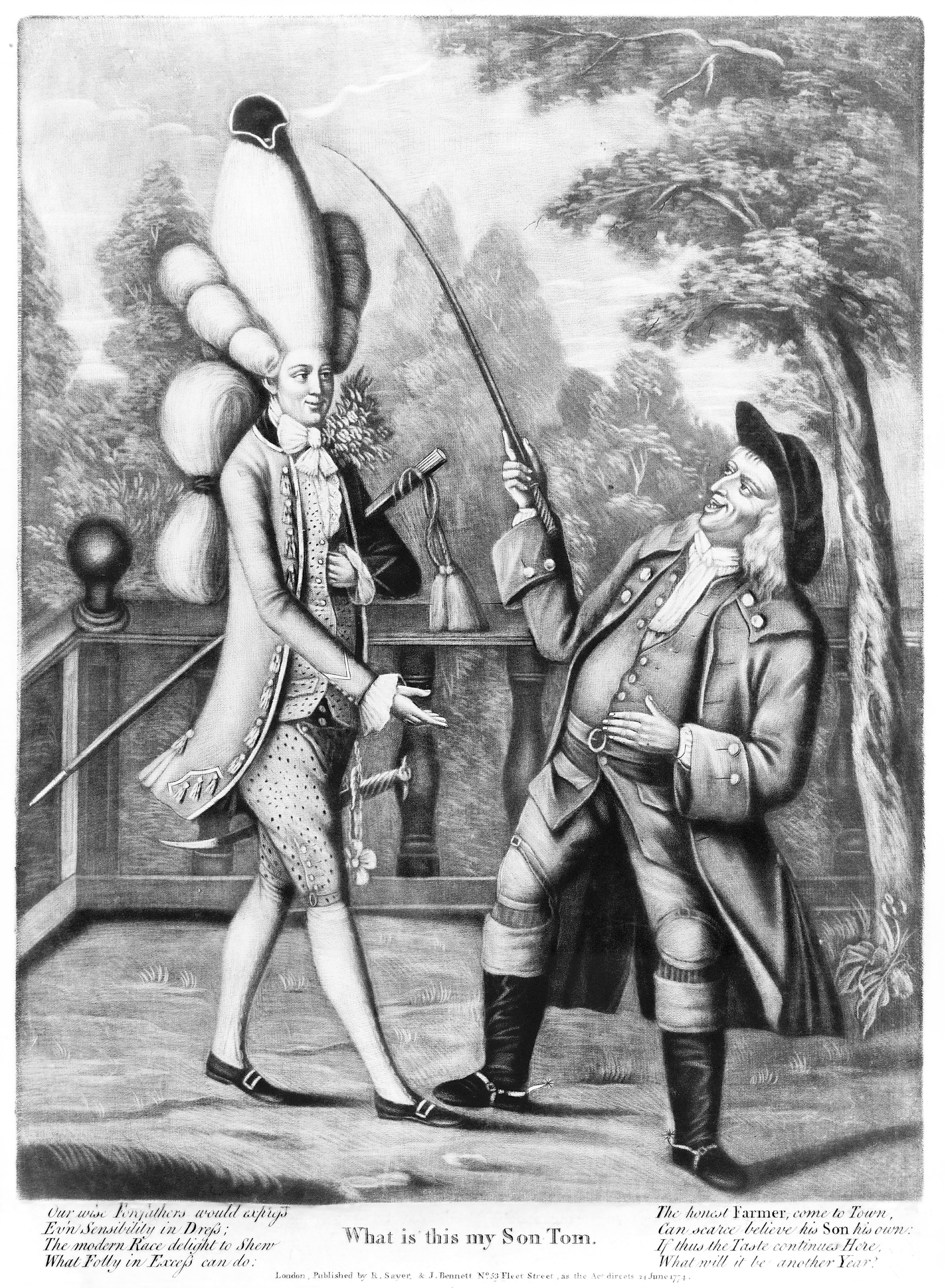
Un père découvre la tenue de son fils devenu macaroni, 1774.

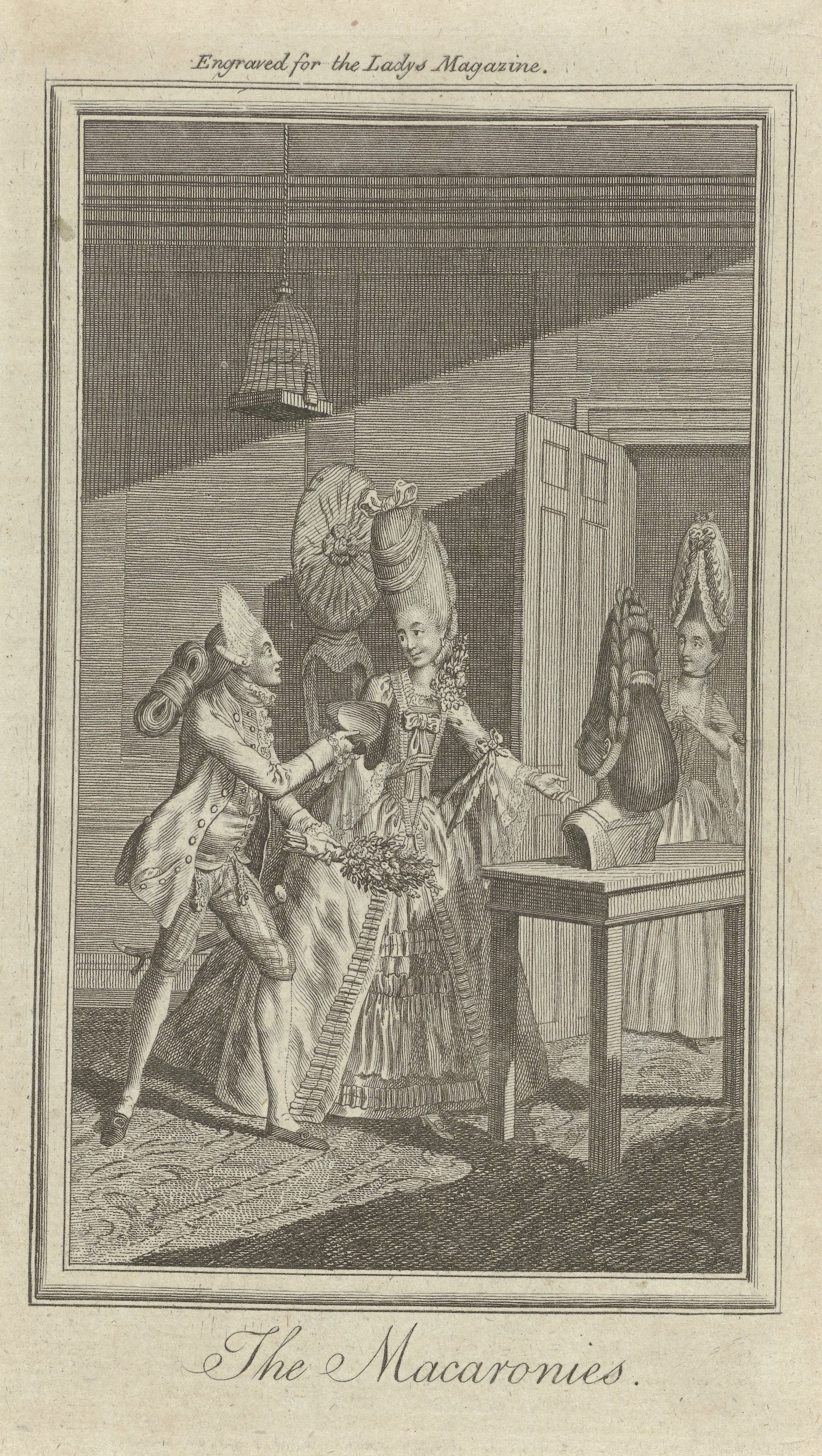
The Macaronies, gravure anglaise vers 1775.

Le terme de macaroni (ou maccaroni dans la littérature anglaise du XVIIIe siècle) apparaît vers 1770 en Angleterre pour désigner un mouvement de jeunes hommes qui s‘habillent de façon extravagante et outrancière. Ce terme par lequel eux-mêmes se dénomment donnera son nom au « club des Macaronis », créé à la même époque à Londres.

## La tenue
Comme les dandys du XIXe siècle, les macaronis naissent en Angleterre. Ce mouvement de mode est d‘abord une réaction aux normes vestimentaires et morales qui s‘installent à la Cour de Saint-James, puis dans l‘aristocratie londonienne, sous le règne du populaire « Farmer George », le roi George III : redingotes sombres, pantalons ou culottes de drap noir, étiquette réduite, vie familiale et fidélité matrimoniale privilégiées. En opposition à ces tenues et ce protocole pré-bourgeois, les macaronis réagissent par une mise exagérée, colorée et maniérée.
Leur tenue particulièrement voyante s‘inspire des petits-maîtres de la cour de Louis XIV : culottes de soie, bas immaculés, veste de brocart, fausses pierreries et rubans, escarpins garnis de boucles ostentatoires, talons rouges « à la française » et, surtout, perruque poudrée d'une hauteur démesurée, au sommet de laquelle se perche généralement, comme un petit oiseau, un minuscule tricorne. Les vêtements très serrés et l‘utilisation fréquente de rayures verticales allongent exagérément la silhouette.

## La pose
Ce mouvement de mode apparaît au début des années 1770. Il est spontané, éphémère mais précisément codé, comme tout mouvement de mode et comme le sera au siècle suivant — de façon plus exigeante encore — le dandysme. La pose outrancière du macaroni est obligatoirement affectée, à la limite de l‘efféminé. Elle contraste avec le dédain du regard et le flegme du langage. Les contemporains parlent d'une « langueur froide ».
Dès son apparition, le macaroni suscite la satire. Le Oxford Magazine note en 1770 : « Il y a en vérité une sorte d‘animal ni mâle ni femelle, une sorte de chose du genre neutre qui vient d‘émerger parmi nous. On l'appelle macaroni. Cela parle sans vouloir rien dire, cela rit sans civilité, cela mange sans appétit, cela monte à cheval sans en faire, cela court les filles sans passion. »
En 1773, l‘écrivain James Boswell fait un voyage à cheval en Écosse avec le respecté auteur et essayiste Samuel Johnson. Celui-ci se disant meurtri par la selle, Boswell le plaisante : « Vous êtes un Londonien délicat, vous êtes un macaroni, vous ne pouvez voyager à cheval. »
Cette pose qui suscite l‘amusement des contemporains est celle de quelques adolescents aristocrates mais surtout de jeunes anglais de la bourgeoisie moyenne émergente, contestataires de leur milieu d‘origine. Leur mouvement s‘appuie sur la nostalgie d'une aristocratie insolente et ostentatoire, en même temps qu'il critique, par son agressivité voyante, ce qu'ils considèrent comme une morosité de la roture enrichie. Un « club des Macaronis » sera créé pour eux à Londres à cette époque.

## Lien avec l'homosexualité
Le style macaroni est fortement lié, sans s'y limiter avec des communautés homosexuelles anglaises : pour la conservatrice du Fashion Institute of Technology Valerie Steele, le nom « macaroni » est une référence à l'Italie, associée à l'époque en Europe à l'homosexualité masculine. Cette association est d'autant plus forte dans la caricature des années 1760 et 1770, qui souligne l'ambiguité sexuelle des macaronis.

## Persistance du nom
Un oiseau de la famille des Spheniscidae vivant en Antarctique, le gorfou doré, est communément appelé gorfou macaroni en raison de son aigrette jaune très apparente. Ce surnom, toujours en usage, lui a été donné par dérision, lors de sa découverte au XVIIIe siècle par des marins anglais.
Une autre persistance date du début de la Guerre d'indépendance des États-Unis en 1775. Lorsque les soldats britanniques découvrent les colons américains dépenaillés, ils composent une chanson ironique évoquant leur accoutrement, dont le premier couplet est le suivant : « Yankee Doodle went to town / A-ridin' on his pony / Stuck a feather in his cap / Anda called it macaroni ». Malgré la référence vestimentaire aux macaronis, Yankee Doodle est aujourd'hui un air patriotique américain et l‘hymne national du Connecticut.